# Lavelanet-de-Comminges
Lavelanet-de-Comminges är en kommun i departementet Haute-Garonne i regionen Occitanien i södra Frankrike. Kommunen ligger i kantonen Rieux-Volvestre som tillhör arrondissementet Muret. År 2022 hade Lavelanet-de-Comminges 657 invånare.

## Befolkningsutveckling
Antalet invånare i kommunen Lavelanet-de-Comminges
Referens:INSEE